# 이상점

푸앵카레 원판 모형의 이상삼각형에서, 꼭짓점은 이상점이다.

이상점(理想點, ideal point)은 쌍곡평면이나 쌍곡공간을 벗어난 잘 정의된 점이다. 극한평행선은 이상점에서 수렴한다. 이상점과 일반점 사이, 또는 서로다른 이상점 사이의 거리는 무한하며, 이상점으로 이루어진 다각형의 내각은 0도이다.

## 같이 보기
- 이상다면체
- 이상삼각형
- 무한원점